# United States Capitols undergrundsbane
United States Capitols undergrundsbane (engelsk: United States Capitol Subway System) i Washington, D.C., USA, består af tre elektriske people mover-systemer, som forbinder United States Capitol med Repræsentanternes Hus' og Senatets kontorhuse.

## Historie
Den oprindelige undergrundsbane blev bygget i 1909, for at forbinde Russell Senate Office Building med Capitol.  I 1960 blev et førerbetjent monorailsystem installeret i Dirksen Senate Office Building.  En undergrundsbane med to vogne, som forbinder Rayburn House Office Building med Capitol, blev bygget i 1965.  Dirksen-bygningens monorailsystem, der i 1982 var blevet forlænget til Hart Senate Office Building, blev i 1993 erstattet af et automatisk tog.

## Linjer
Repræsentanternes Hus betjenes af et ældre bemandet tosporet system, med en enkelt åben vogn på hvert spor, som transporterer passagerer mellem Rayburn House Office Building og Capitol.  Senatet betjenes af to adskilte undergrundssystemer.  Det første system svarer til det, der betjener Repræsentanternes Hus.  Det forbinder Russell Senate Office Building og Capitol.  Det andet er et computerstyret system med tre tog, hver bestående af tre vogne, som forbinder Hart Senate Office Building, Dirksen Senate Office Building og Capitol.  Det drives af en linear-motor.  Undergrundslinjen er primært tosporet, men på stationerne Hart og Capitol forenes sporene til ét enkelt, med en perron på den ene side af sporet.  Dirksen-stationen har en perron til tog der kører til Capitol, og mellem de to spor er der en perron til tog i retning mod Hart-stationen.  Alle tre stationer har perrondøre.  På Hart-stationen er der et lille vedligeholdelsessidespor.  Repræsentanternes Hus' og Senatets undergrundssystemer har ikke samme slutpunkt under Capitol, men de er forbundet af tunneller.

## Sikkerhed
Systemerne er til en vis grad åbne for offentligheden, det vil sige at man skal være ledsaget af en ansat med gyldig identifikation, eksempelvis under en rundvisning i Capitol Complex.  Under afstemninger er Repræsentanternes Hus' undergrundssystem kun åbent for kongresmedlemmer.  Russell-undergrundsbanen er kun åben for medlemmer og ansatte, når der er afstemninger i Senatet.
Siden den 11. september 2001 har det været restriktioner på besøgende, som anvender Senatets undergrundssystem mellem Hart- og Dirksen-kontorhusene.

## Ulykke
Den 2. oktober 2007 skete der en ulykke på undergrundsbanen, som forbinder Rayburn-bygningen med Capitol, da det ikke lykkedes at bremse en vogn, da den nåede slutningen af sporet.  Føreren kom til skade og blev kørt til observation på sygehuset.